# 松平光親
松平 光親（まつだいら みつちか、生年不詳 - 天文5年4月15日（1536年5月5日））は、室町時代後期の武将。松平信光の8男。能見松平家の祖。通称 次郎右衛門。子に松平重親がいる。

## 略歴
松平信光・親忠の治世にしばしば軍功があり、三河国額田郡能見阿知和を領した。天文5年（1536年）4月15日に死去。法名は浄賢。墓所は能見観音寺（愛知県岡崎市野見町）。